# هنري كورنر
هنري كورنر (بالألمانية: Henry Koerner)‏ هو رسام ومصمم جرافيك نمساوي، ولد في 28 أغسطس 1915 في فيينا في النمسا، وتوفي في 4 يوليو 1991 في سانت بولتن في النمسا.